# خدای آشپزی
خدای آشپزی (چینی سنتی: 食神؛ انگلیسی: The God of Cookery) یک فیلم به کارگردانی استیون چو است که در سال ۱۹۹۶ منتشر شد. از بازیگران آن می‌توان به استیون چو، کارن موک، وینسنت کک و نگ مان-تات اشاره کرد.
«خدای آشپزی»، نخستین فیلمی از «استیون چو» است که مضامین عمیق و تلخی را دربردارد.